# Trust Chem
Trust Chem ist ein chinesischer Hersteller von Spezialchemikalien wie Pigmenten, Farbstoffen, Effektpigmenten und Additiven.
Nach der Gründung im Jahr 1996 wuchs die in privatem Besitz befindliche Firma stetig und ist seit 2006 der nach eigenen Angaben größte Farbmittelexporteur Chinas. 2008 wurde eine europäische Niederlassung in Deventer, Niederlande gegründet.
Trust Chem besitzt drei Produktionsstandorte, alle in China. Die Produktionskapazität für Pigmente beträgt etwa 10.000 Tonnen. 6.000 Tonnen davon entfallen auf die größte Produktgruppe, Kupferphthalocyanine. Weitere 3.000 bzw. 1.000 Tonnen entfallen auf Azopigmente und andere Pigmente. Die Produkte werden im Wesentlichen als Rohstoffe in die Lack- und Druckfarbenindustrie verkauft (etwa 90 Prozent der Produktion).